# Anisodes subcarnearia
Anisodes subcarnearia là một loài bướm đêm trong họ Geometridae.